# Попович Сергій Олексійович
Сергій Олексійович Попович (нар. 23 вересня 1960, Горлівка, Сталінська область, УРСР) — український та радянський футболіст та футзаліст, виступав на позиціях захисника.

## Життєпис
Вихованець горлівської ДЮСШ, у юнацькі роки виступав у дублі донецького «Шахтаря». У 1979 році призваний в армію, службу проходив у київському СКА. У складі армійського клубу в 1980 році здобув перемогу в зональному турнірі другої ліги і став чемпіоном Української РСР.
У 1981 році повернувся в «Шахтар», але виступав переважно за дубль. В основному складі клубу дебютував у вищій лізі 23 липня 1982 року в матчі проти «Дніпра». У липні-вересні 1982 року зіграв 7 матчів, з яких 6 провів повністю, але потім втратив місце в основі. Після майже річної перерви зіграв свій останній матч за основу «гірників» в чемпіонаті країни в липні 1983 року проти «Ністру». У 1984 році вийшов на заміну в одному з двох матчів Кубка сезону, в цьому турнірі «Шахтар» здобув перемогу. До 1985 року продовжував значитися в складі донецького клубу, але грав в цей період тільки за дубль.
Сезон 1986 року провів у другій лізі за «Прикарпаття», а в 1987-1988 роках грав за «Шахтар» (Горлівка).
З 1989 року виступав у змаганнях колективів фізкультури СРСР та України за команду «Шахтар» (Сніжне). Наприкінці кар'єри грав у футзальному клубі «Донбас-Інспорт» (Донецьк).
Після закінчення спортивної кар'єри працював на фабриці в Німеччині.